# Сизова, Лидия Павловна
Лидия Павловна Сизова, в девичестве — Попова (род. 27 апреля 1930) — ткачиха Ермолинского хлопчатобумажного комбината (Калужская область), Герой Социалистического Труда (1971).
Родилась в с. Рогачево Боровского района. После окончания школы работала сначала в колхозе, потом в сельской библиотеке.
В 1954 уехала в Ермолино и поступила работать на ткацкую фабрику. Включилась в движение многостаночниц и довела количество обслуживаемых станков до 16 при норме 12.
Награждена орденом «Знак Почёта».
В 1970 году досрочно выполнила личные социалистические обязательства и производственные задания Восьмой пятилетки (1966—1970). Указом Президиума Верховного Совета СССР от 5 апреля 1971 года «за выдающиеся успехи в досрочном выполнении заданий пятилетнего плана и большой творческий вклад в развитие производства тканей, трикотажа, обуви, швейных изделий и другой продукции легкой промышленности» удостоена звания Героя Социалистического Труда с вручением ордена Ленина и золотой медали «Серп и Молот».
с 1973 г. работала мастером производственного обучения.
Почётный гражданин г. Ермолино.